# Peter Kern
Peter Kern (Viena, 13 de febrer de 1949 - 26 d'agost de 2015)va ser un actor, director de cinema, guionista i productor austríac. Va aparèixer en més de 70 pel·lícules i en va dirigir 25 més. Va protagonitzar la pel·lícula de 1978 Flammende Herzen, que va participar al 28è Festival Internacional de Cinema de Berlín. El 1980, va ser membre del jurat del 30è Festival Internacional de Cinema de Berlín.
Dues de les pel·lícules posteriors de Kern, Blutsfreundschaft (2008) i Mörderschwestern (2011), van comptar amb Helmut Berger en un paper protagonista. La seva darrera pel·lícula va ser Der letzte Sommer der Reichen, que es va projectar al Festival de Cinema de Berlín el 2015.

## Filmografia seleccionada
Com a intèrpret:
- 1972: Ludwig – Requiem für einen jungfräulichen König – Dirigida per: Hans-Jürgen Syberberg
- 1972: Adele Spitzeder – Dirigida per: Peer Raben
- 1973: La Paloma – Dirigida per: Daniel Schmid
- 1974: Karl May – Dirigida per: Hans-Jürgen Syberberg
- 1974: Faustrecht der Freiheit – Dirigida per: Rainer Werner Fassbinder
- 1975: Falsche Bewegung – Dirigida per: Wim Wenders
- 1975: Mutter Küsters’ Fahrt zum Himmel – Dirigida per: Rainer Werner Fassbinder
- 1976: Sternsteinhof – Dirigida per: Hans W. Geißendörfer
- 1976: Die Wildente – Dirigida per: Hans W. Geißendörfer
- 1977: Bolwieser – Dirigida per: Rainer Werner Fassbinder
- 1977: Kleinhoff Hotel – Dirigida per: Carlo Lizzani
- 1977: Hitler, ein Film aus Deutschland – Dirigida per: Hans-Jürgen Syberberg
- 1978: Despair – Eine Reise ins Licht – Dirigida per: Rainer Werner Fassbinder
- 1978: Flammende Herzen – Dirigida per: Walter Bockmayer, Rolf Bührmann
- 1978: Polizeiinspektion 1 – Die große Oper
- 1979: Neues vom Räuber Hotzenplotz – Dirigida per: Gustav Ehmck
- 1983: Die wilden Fünfziger – Dirigida per: Peter Zadek
- 1986: Kir Royal – Dirigida per: Helmut Dietl
- 1991: Malina – Dirigida per: Werner Schroeter
- 1992: Terror 2000 – Intensivstation Deutschland – Dirigida per: Christoph Schlingensief
- 1996: United Trash – Dirigida per: Christoph Schlingensief
- 1996: Alma – A Show Biz ans Ende – Dirigida per: Paulus Manker
- 2003: Himmel, Polt und Hölle – Dirigida per: Julian Pölsler
- 2006: Tatort – Pechmarie
- 2010: Die verrückte Welt der Ute Bock – Dirigida per: Houchang Allahyari
- 2011: Die Jungs vom Bahnhof Zoo – Dirigida per: Rosa von Praunheim
- 2011: Die Welt des Werner Schroeter – Dirigida per: Elfi Mikesch
- 2012: Axel und Peter – Dirigida per: Rosa von Praunheim
- 2012: „Kern“ – Porträt, produïda per Ulrich Seidl
- 2012: Glaube Liebe Tod
- 2012: Diamantenfieber oder Kauf dir einen bunten Luftballon

Com a director:
- 1983: Die Insel der blutigen Plantage
- 1983: Der lachende Stern
- 1987: Einer flog übers Arbeitsamt
- 1989: Crazy Boys
- 1990: Nacktes Kleid
- 1992: Gossenkind
- 1992: Ein fetter Film
- 1993: Domenica
- 1997: Johanna Ey – Düsseldorfer Legende
- 1998: Hans Eppendorfer: Suche nach Leben
- 1998: Knutschen, kuscheln, jubilieren (direcció i producció)
- 2000: Schmetterling im Dunkeln
- 2002: Hamlet – This is your family
- 2002: Haider lebt – 1. April 2021
- 2003: Ishmael Bernal – Porträt
- 2004: Marilou Diaz Abaya – Porträt
- 2005: Donauleichen
- 2006: Die toten Körper der Lebenden
- 2007: Nur kein Mitleid
- 2009: Blutsfreundschaft
- 2010: King Kongs Tränen
- 2010: Mörderschwestern
- 2012: Glaube Liebe Tod
- 2012: Diamantenfieber oder Kauf dir einen bunten Luftballon
- 2014: Sarah und Sarah
- 2015: Der letzte Sommer der Reichen